# Wilhelm Joseph Imhoff

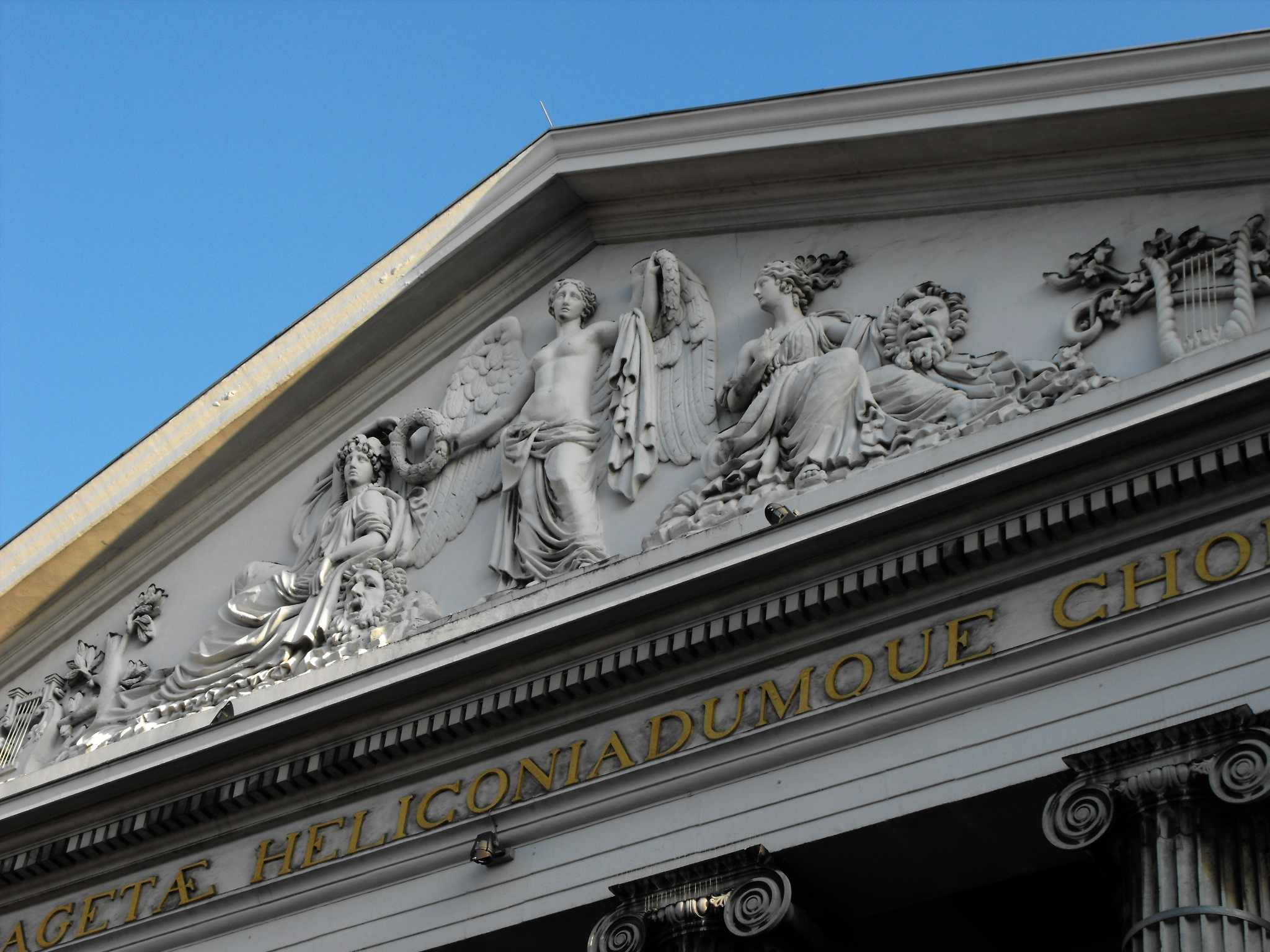
Giebelfeld des Stadttheaters Aachen

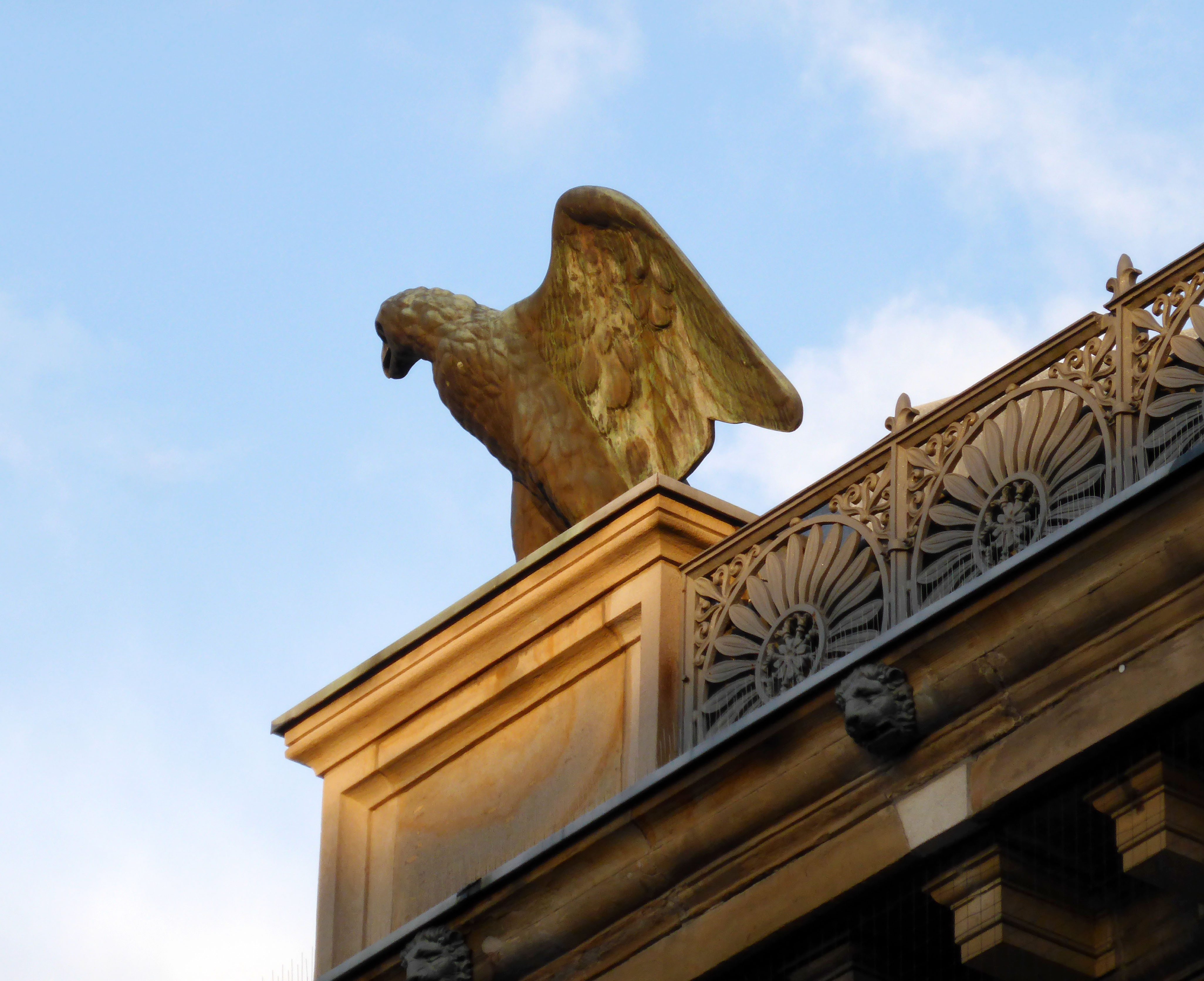
Adler des alten Elberfelder Rathauses

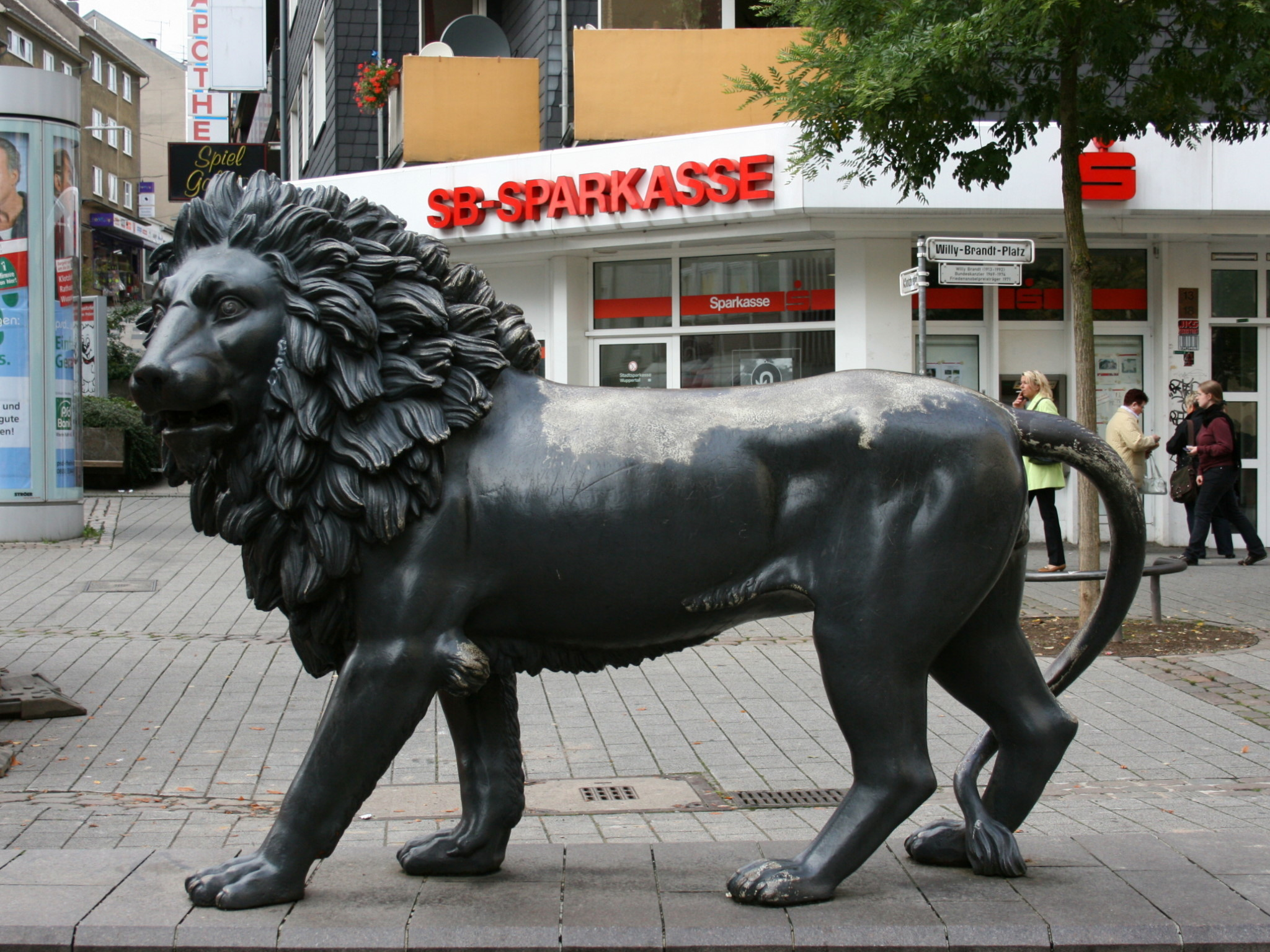
Der Bergische Löwe auf dem Willy-Brandt-Platz in Wuppertal-Elberfeld

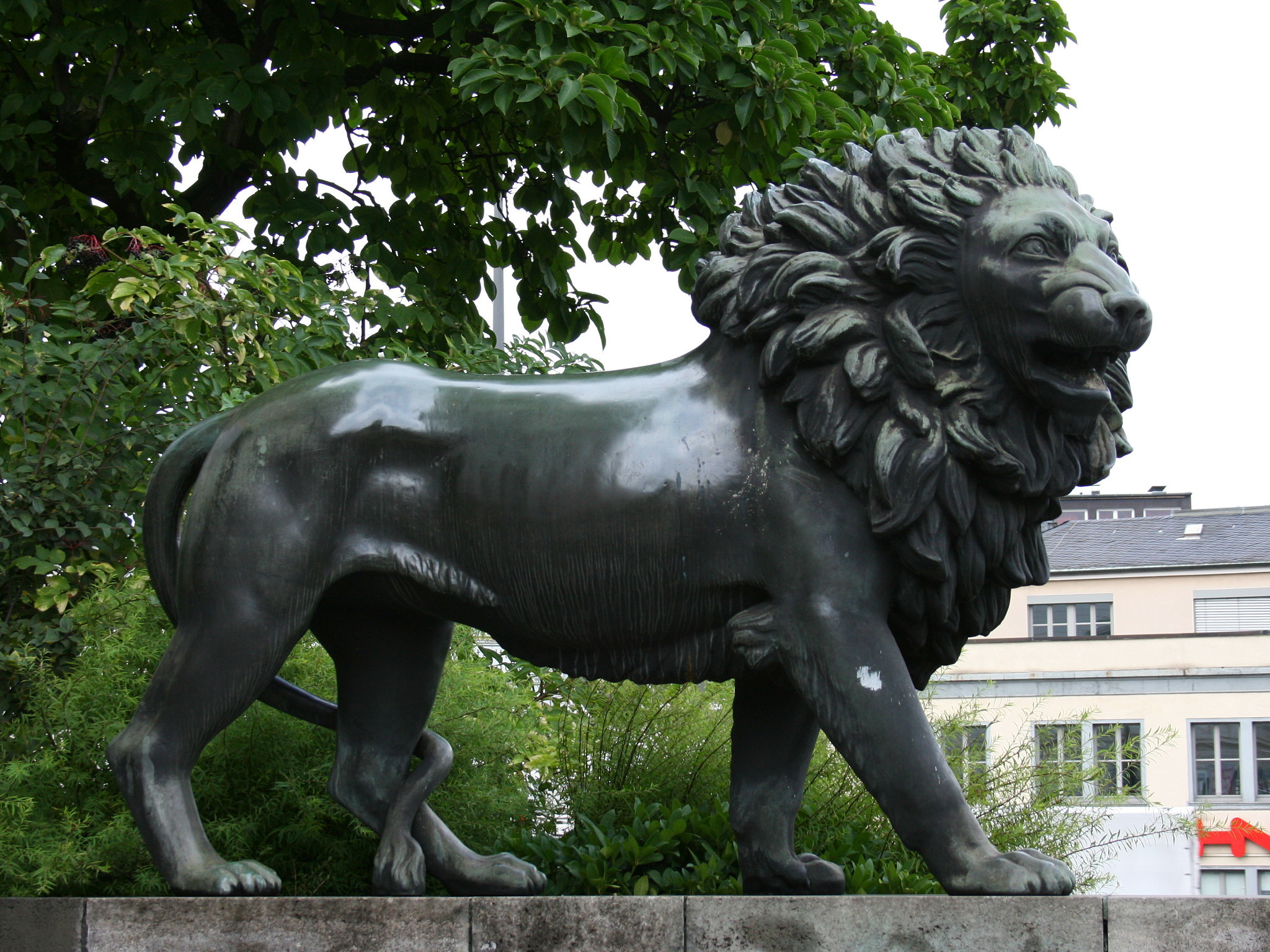
Löwenstatue an der Freitreppe der Reichsbahndirektion Elberfeld

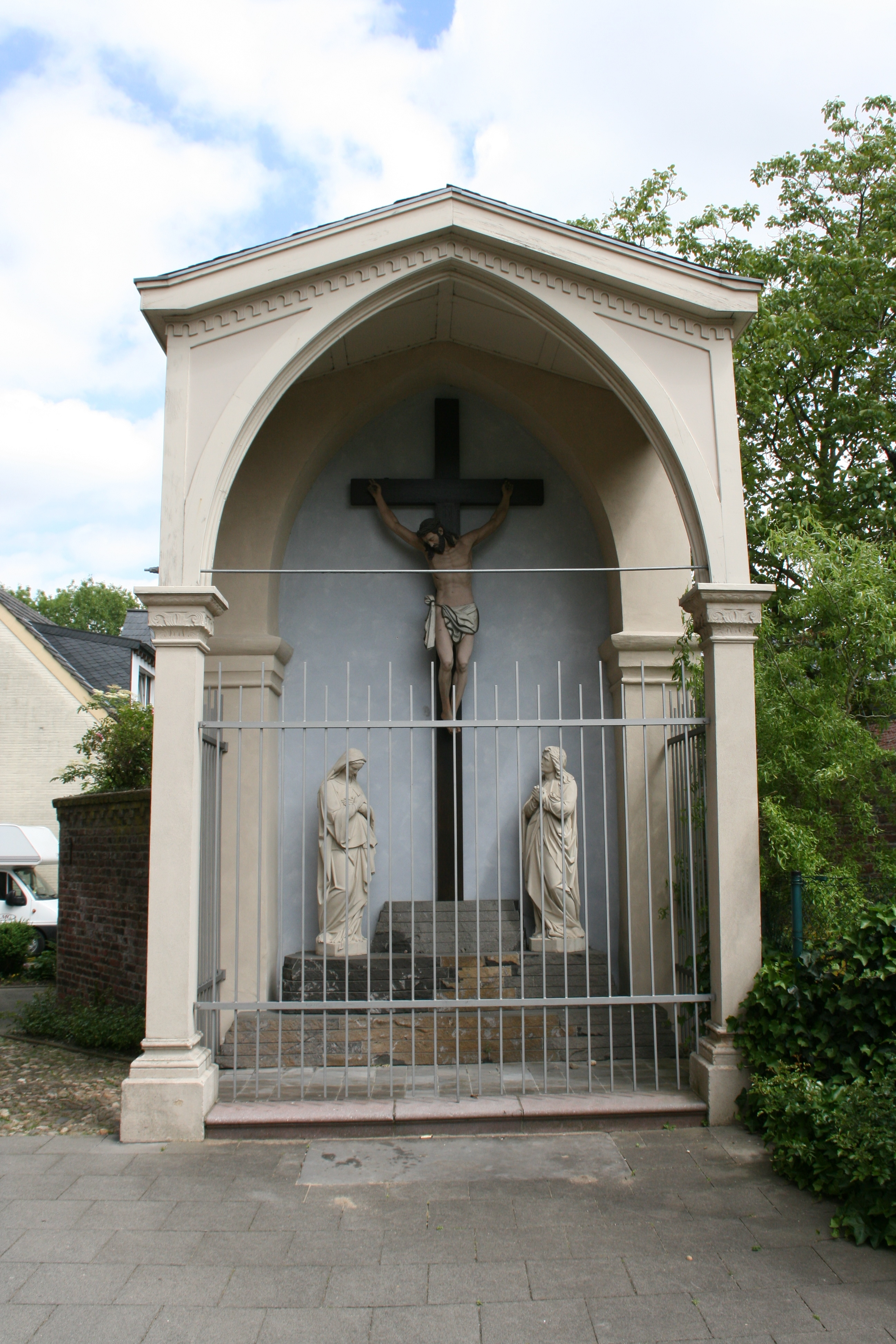
Kalvarienberg an der katholischen Pfarrkirche St. Clemens in Süchteln

Wilhelm Joseph Imhoff (* 23. März 1791 in Köln; † 27. Februar 1858 in Köln) war ein deutscher Bildhauer.

## Leben und Werk
Wilhelm Joseph Imhoff entstammte einer bedeutenden Kölner Bildhauer-Familie. Er war der Sohn des Franz Xaver Bernhard Imhoff (1766–1824) und ein Vetter von Johann Joseph Imhoff (1796–1880).
Imhoff erhielt seine bildhauerische Ausbildung bei Christian Daniel Rauch in Berlin. Im Jahr 1822 stellte Wilhelm Joseph Imhoff in der Königlich Preußischen Akademie der Künste eine anatomische Studie aus Gips und eine sitzende Venus im Bade aus Alabaster aus. Im Jahr 1823 siedelte er sich wieder in Köln an.
Von 1823 bis 1825 schuf er die allegorischen Figuren für das Giebelfeld des Stadttheaters Aachen nach Entwürfen des Malers Johann Baptist Joseph Bastiné, die Bastiné nach einem Entwurf von Karl Friedrich Schinkel anfertigte. Imhoff fertigte zunächst ein 1,02 Meter hohes und 2,45 Meter breites Modell an, das er im August 1824 in Aachen vorlegte. Das Giebelrelief am Theater schuf er nach diesem Modell innerhalb von vier Monaten aus weichem Mergelstein. Das Modell zierte noch bis zum Zweiten Weltkrieg die Wand des Hauses Theaterstraße (Hindenburgstraße) 19, das Architekt Johann Peter Cremer gebaut und bewohnt hatte.
Im Auftrag der Stadt Köln schuf Imhoff 1826 anlässlich des 50-jährigen Dienstjubiläums, von Heinrich Gottfried Wilhelm Daniels eine „kraß realistische Büste“ von Daniels, welche heute im Depot des Wallraf-Richartz-Museums Köln aufbewahrt wird.
Für die Marmor-Büste der Kronprinzessin Elisabeth Ludovika von Bayern, die von Christian Friedrich Tieck als Schmuck für den Elisenbrunnen in Aachen geschaffen wurde, führte Imhoff 1828 die Adlerkonsole aus.
1831 schuf Imhoff für das Dach des alten Elberfelder Rathauses vier Adler aus Bronze, nach einem Modell von Christian Friedrich Tieck. In den Kriegsjahren 1940/41 wurden die Bronze-Adler durch Kunststein-Statuen ersetzt, die 1943 durch Bombenangriffe teilweise zerstört wurden. Drei der Kunststein-Adler konnten nach dem Krieg restauriert werden und erhielten Ende der 1980er Jahre eine Bronzeeinfassung. Seit dem 1. September 1988 befinden sich die drei verbliebenen Adler wieder auf dem Dach des heutigen Von der Heydt-Museums.
Für die Freitreppe des alten Elberfelder Rathaus fertigte Imhoff von 1831 bis 1834 zwei Löwen-Statuen aus Bronze, nach einem Modell-Entwurf von Christian Daniel Rauch. Die Statuen wurden in der Gutehoffnungshütte in Oberhausen gegossen. Als Besonderheit konnten die Löwen durch ein installiertes Gasrohr sogar Feuer speien. 1877 wurden die Löwen, aus verkehrspolitischen Gründen, von dort entfernt und eingelagert. Erst 1887 wurden die Löwen am Eingang der neuen Badeanstalt in Brausenwerth wieder aufgestellt. Während des Zweiten Weltkrieges wurde einer der Löwen zerstört und der andere beschädigt. Der beschädigte Löwe wurde mit Fragmenten des zerstörten Löwen restauriert und verblieb, obwohl weiterhin Eigentum der Stadt Wuppertal, bei einem ortsansässigen Fahrzeugbauunternehmen. 1965 beauftragte die Stadt Wuppertal den Bildhauer Joachim Wolf-Müller von dem erhaltenen Löwen und den Überresten des zerstörten Löwen Abdrücke zu nehmen und die Löwen wiederherzustellen. Am 8. Juni 1967 wurden die neugeschaffenen Löwen vor der Reichsbahndirektion Elberfeld aufgestellt. Den original-erhaltenen Löwen übergaben die Erben des Fahrzeugbauunternehmens C. Blumhardt Fahrzeugwerke 1993 zurück an die Stadt Wuppertal. Nach umfangreicher Restaurierung wurde der Bergische Löwe am 22. Oktober 1994 auf dem Willy-Brandt-Platz hinter dem Rathaus in einem Festakt aufgestellt. Die beiden Löwen vor der Reichsbahndirektion Elberfeld wurden Anfang 2015 wegen Baumaßnahmen entfernt und eingelagert.
Von 1834 bis 1838 schuf Wilhelm Joseph Imhoff nach den Entwürfen von Karl Friedrich Schinkel die zwölf musizierenden Engelstatuen an den Strebepfeilern der äußeren Chorrundung des Kölner Domes. Im Kölnischen Kunstverein stellte Imhoff 1840 zwei Büsten und 1843 das Modell zu einem Beethoven-Denkmal aus.
1849 vollendete Wilhelm Joseph Imhoff sein Werk einer auf einem Ruhebette liegenden Venus aus Carrara-Marmor, dem er über Jahre seine ganze Kraft gewidmet hatte.
Im Jahr 1851 beauftragte Pfarrer Hutmacher von St. Peter in Köln Wilhelm Joseph Imhoff mit der Gestaltung des Kalvarienberges an der katholischen Pfarrkirche St. Clemens in Süchteln. Imhoff gestaltete das Erscheinungsbild des Stationsberges und fertigte die tönerne Kreuzigungsgruppe. Durch Kirchenumbau- und Erweiterung musste der Kalvarienberg umgesetzt werden und wurde an seinem heutigen Standort wieder aufgestellt. Im Laufe der Jahre gingen einige Nebenfiguren verloren und wurden durch sehr ähnliche Abgüsse zeitgenössischer Figuren ersetzt.
Wilhelm Joseph Imhoff wurde auf dem Kölner Melatenfriedhof (Flur 6 in Q) begraben. Das ursprüngliche Baldachin-Grabmal, das vermutlich von seinem Sohn Franz August Bernhard Imhoff gestaltet wurde, zeigte einen unvollendeten Frauenkopf, seitlich begleitet durch einen Hammer und Meißel. Die Grabinschrift lautete: An diesem Kopf brach ihm der Meißel ab und der Künstler sank hinab ins Grab. Das im Zweiten Weltkrieg beschädigte Grabmal wurde in den 1970er Jahren abgeräumt und durch einen schlichten Grabstein ersetzt. Die Grabplatte für seine Frau wurde dabei in die Grabstelle Kurth (Flur B) versetzt.
Wilhelm Joseph Imhoff war mit Friederike Mehmel (1796–1862) verheiratet und hatte mehrere Kinder, von denen zwei Söhne, Ferdinand Franz Anton und Franz August Bernhard, ebenfalls als Bildhauer tätig waren. Eine Tochter Laura Auguste (1822–1886) war mit dem Bildhauer Wilhelm Joseph Wings verheiratet.
Zu Imhoffs Schülern gehörte der Bildhauer Melchior zur Strassen.